# ترللچ
ترللچ (به انگلیسی: Trellech) یک روستا در بریتانیا است که در Trellech United واقع شده‌است. ترللچ ۲٬۷۵۹ نفر جمعیت دارد.